# Henri Baudrillart

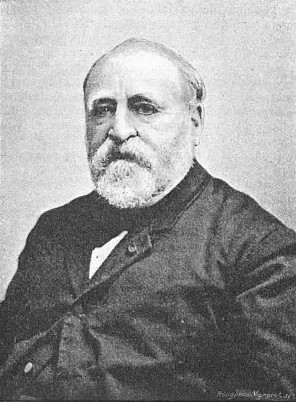
Henri Baudrillart.

Henri Joseph Léon Baudrillart, född 28 november 1821, död 24 januari 1892, var en fransk nationalekonom. Han var son till agronomen Jacques Joseph Baudrillart och far till teologen Alfred Baudrillart.
Baudrillart var universitetslärare, och från 1853 medarbetare i Journal des débats, vars huvudredaktör han en tid var. Åren 1856-1865 var Baudrillart redaktör för Journal des Économistes. Baudrillart sysslade framför allt med frågan om nationalekonomins ställning till moralfilosofin.